# L'Oceanogràfic
L'Oceanogràfic is een openbaar aquarium in de Spaanse stad Valencia. Het is een onderdeel van het Ciutat de les Arts i les Ciències en richt zich op zee- en kustdieren. Het geldt als het grootste aquariumcomplex van Europa met 40.000 dieren behorend tot 500 soorten. L'Oceanogràfic werd op 12 december 2002 geopend. Het aquarium werd ontworpen door Félix Candela.

## Beschrijving
L'Oceanogràfic omvat negen watertorens met daarin de aquaria en bassins:
- Mediterráneo: aquaria met fauna uit de Middellandse Zee
- Humedales y Aviario: watervogels uit de Spaanse moerassen en tropische mangroves
- Templados: aquaria met fauna uit de gematigde zeeën en bassins met gewone zeehonden en Magelhaenpinguïns
- Tropicales y Corales: aquaria met fauna uit de tropische zeeën
- Islas Continentales y Leones Marinos: manenrobben en watervogels als bruine pelikanen, aalscholvers en eendachtigen
- Mar Rojo: auditorium met een aquarium met vissen uit de Rode Zee
- Ártico y Antártico: witte dolfijnen, walrussen en ezelspinguïns
- Océanos y Tiburones: aquaria met fauna uit de oceanen, waaronder meerdere haaiensoorten zoals de zandtijgerhaai en de verpleegsterhaai
- Delfinario: tuimelaars

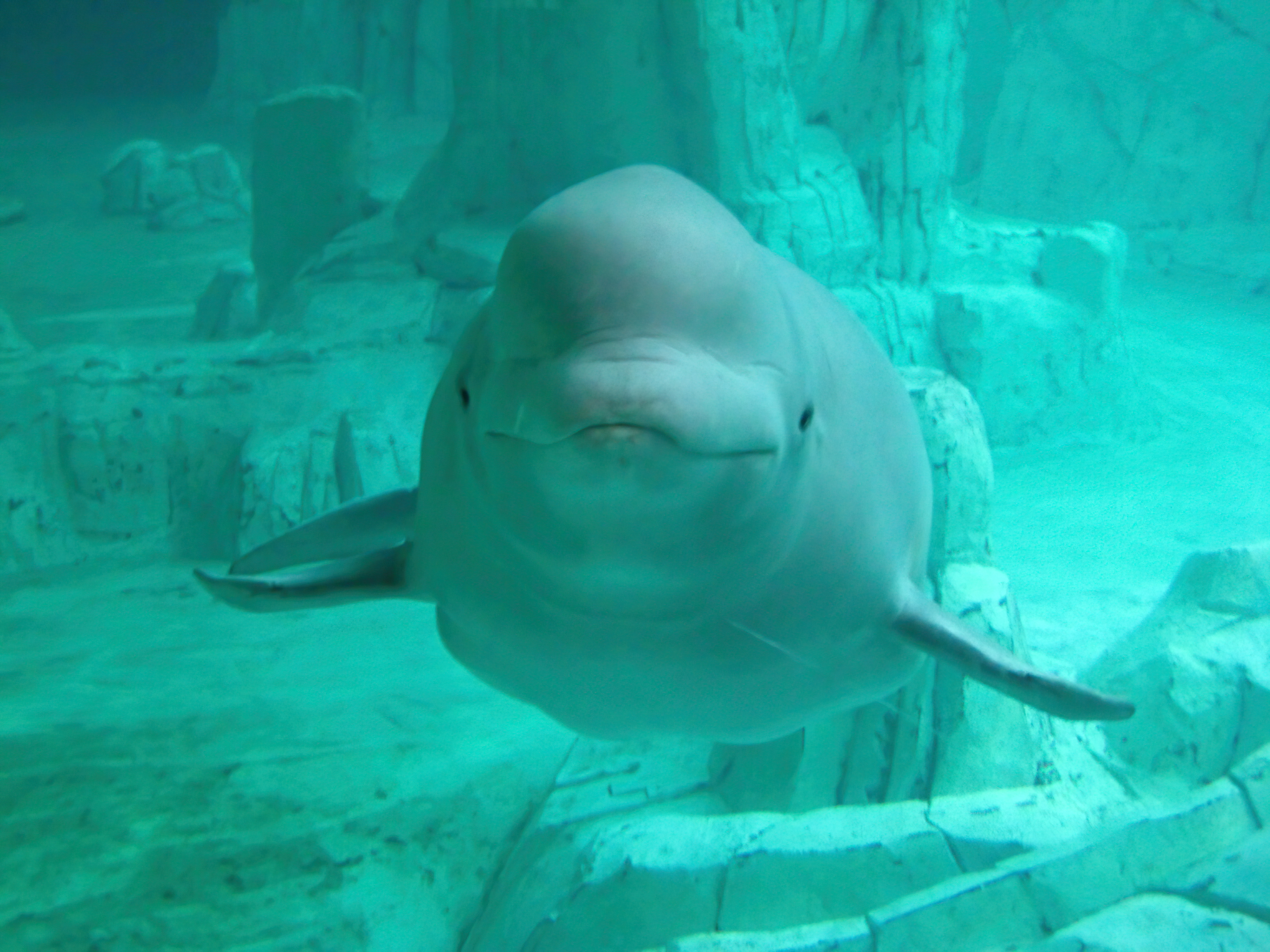
Witte dolfijn
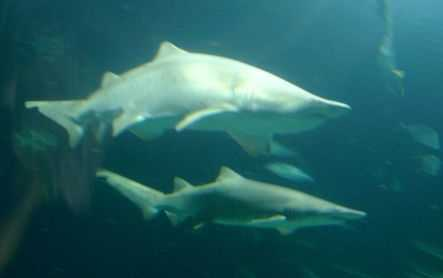
Zandtijgerhaaien
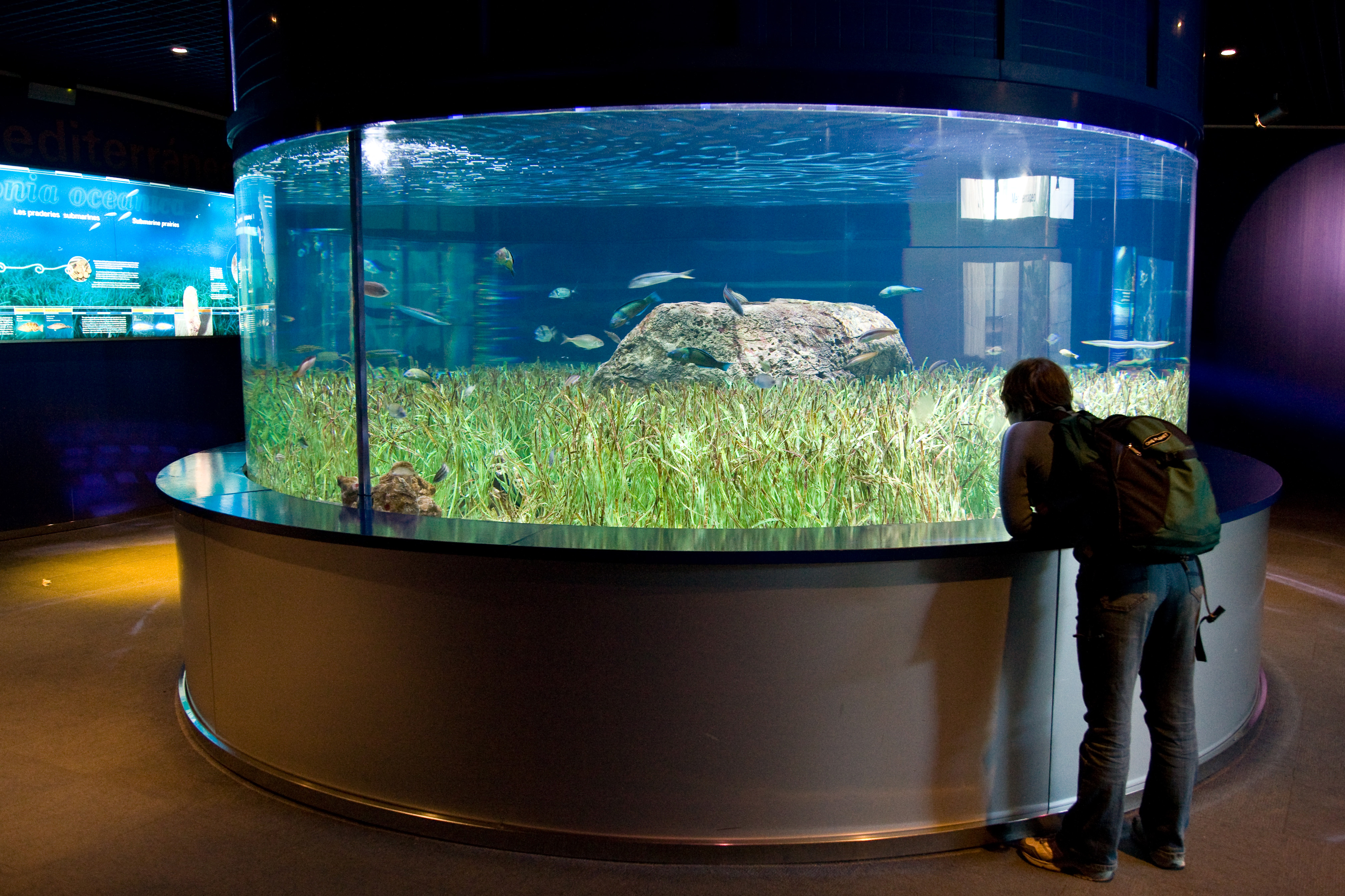
Aquarium
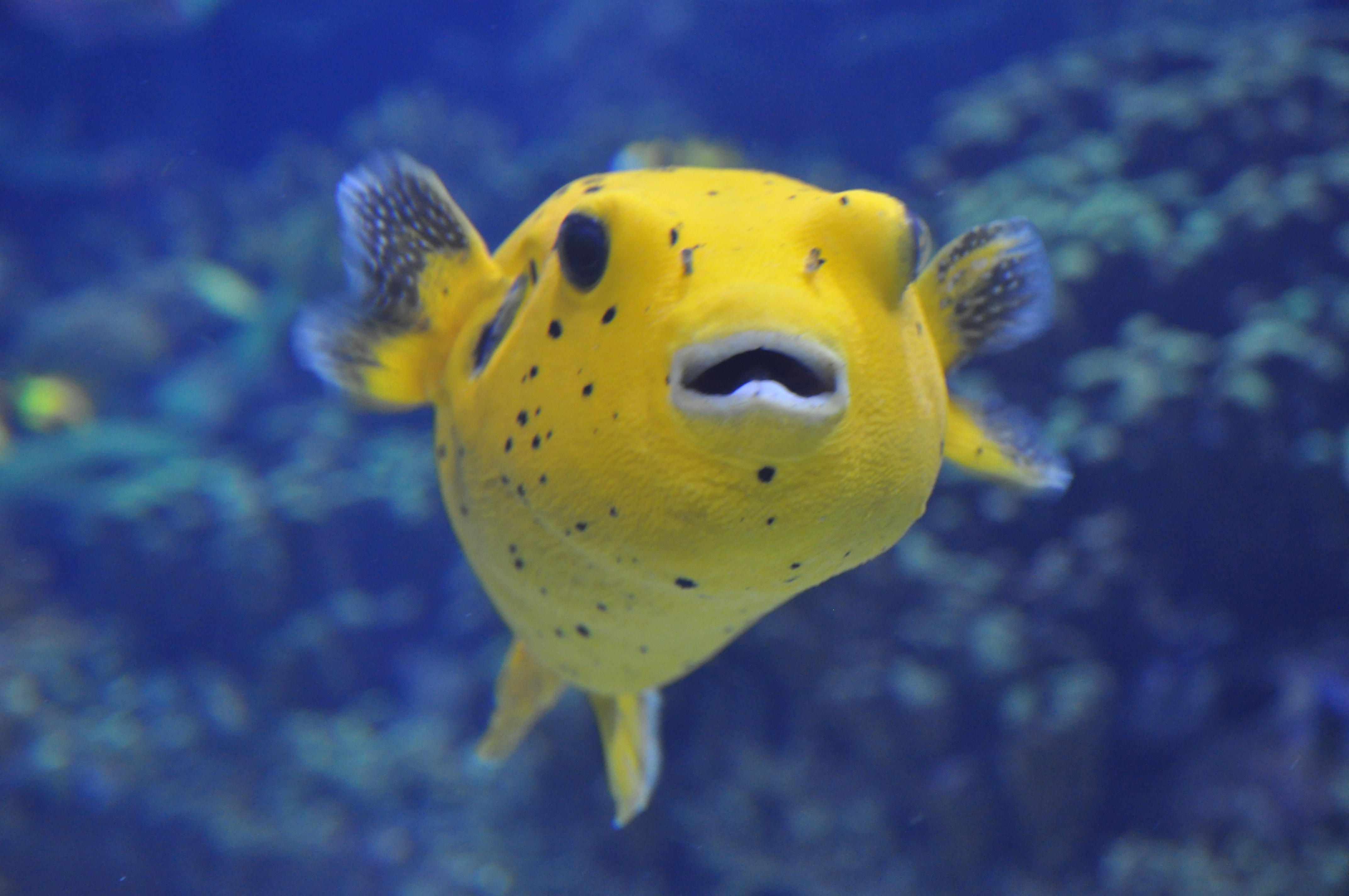
Arothron meleagris

## Fokprogramma's
Het park neemt deel aan meerdere internationale fokprogramma's en coördineert en beheert de EEP-stamboeken voor de tuimelaar, de ribbensalamander en de ESB-stamboeken voor de langkamzaagvis en de groottandzaagvis.